# Stewart Headlam
Stewart Duckworth Headlam (né le 12 janvier 1847 à Liverpool et décédé le 18 novembre 1924) était un prêtre anglican, pionnier du « socialisme chrétien » sur lequel il écrivit un pamphlet pour la Fabian Society. Il fut aussi un partisan d'Oscar Wilde lors de son procès.

## Biographie
Il fit ses études au Eton College puis au Trinity College (Cambridge).
Après son ordination, il devint vicaire de la St John's Church sur Drury Lane au centre de Londres. Il se heurta immédiatement à son évêque à tel point qu'il fut évincé de sa cure et interdit d'officier. Il resta un temps sans paroisse avant d'être nommé à St Matthew's Church un quartier très pauvre de la capitale : Bethnal Green dans l'East End.
Ses idées religieuses et sociales s'inspiraient de l'Oxford Movement (Charles Kingsley avait enseigné à Cambridge), du socialisme (britannique de l'époque), de la tradition anglicane et évangélique et des idées économiques (sur l'impôt principalement) de Henry George. Ses prêches contre les « riches » lui valurent l'ire de son évêque.
En 1877, il fonda la « Guilde de St Matthew » dans Bethnal Green. Elle est considérée comme la première société socialiste anglaise. Elle regroupait autour de 200 personnes (dont un tiers de membres des clergés anglican et catholique). De 1884 à 1895, elle publia The Church Reformer qui combinait politique, social et culture.
Stewart Headlam fut renvoyé de sa cure de Bethnal Green en 1878. Dans les années 1880, il se rapprocha des Fabiens. À la fin de la décennie, il se présenta avec Annie Besant au London School Board. Il fut élu en 1907 au London County Council. La même année, il publia The Socialist's Church.
Il avait fondé la Church and Stage Guild et faisait campagne pour un rapprochement entre les Anglicans et le théâtre, contre le puritanisme. 
Il apporta son soutien à Oscar Wilde : il lui trouva les £5 000 nécessaires à sa caution puis il l'accueillit chez lui sur Upper Bedford Place dans Bloomsbury entre son séjour à la prison de Pentonville et son départ de Grande-Bretagne.